# ウォールナット・リッジ駅
ウォールナット・リッジ駅 （英語： Walnut Ridge Station ）は、アメリカ合衆国アーカンソー州ウォールナット・リッジ サウスウェスト・フロント・ストリート109にある駅。全米各地を結ぶ旅客鉄道のアムトラックが乗り入れている。

## 概要
ウォールナット・リッジ駅はミズーリ・パシフィック鉄道によって1908年に建てられ、1992年に国家歴史登録財に登録された。ウォールナット・リッジはアムトラックの乗客用待合室や商工会議所のオフィスを追加し、歴史的な駅を完全に改修し、旅客鉄道営業を採用したアーカンソー州で最初の都市の一つだった。駅はウォルナットリッジの繁華街の公園に位置している。駅は地中海風の赤レンガ造で1995年に復元された。無人駅だがトイレと空調完備の待合室がある。アーカンソー州ハイウェイおよび運輸省 (AHTD) と
ウォールナット・リッジエリア商工会議所が負担した。

## 利用可能な鉄道路線／列車
アムトラックの停車する列車は下記の通り。
シカゴとサンアントニオ / ロサンゼルス間の夜行長距離列車テキサス・イーグル号 …1日1往復停車
※南行列車はシカゴ（日・火・金）出発便はサンアントニオでサンセット・リミテッド号と併結され、ロサンゼルス行きとなる。シカゴとサンアントニオ間は毎日運転。北行列車はロサンゼルス（日・水・金）出発便はサンアントニオまでサンセット・リミテッド号と併結され、同駅で切り離し。サンアントニオからシカゴ間は毎日運転。

## 参考資料
- Great American Stations 「Walnut Ridge, AR (WNR)」